# 柳泉镇 (兰州市)
柳泉镇，是中华人民共和国甘肃省兰州市西固区下辖的一个乡镇级行政单位。
2016年，甘肃省民政厅批复同意撤销柳泉乡，设立柳泉镇。

## 行政区划
柳泉镇下辖以下地区：
中坪村、东坪村、西坪村、岸门村和漫坡头村。